# ليتر مي ليتر
لئتِر ميّ ليِتر أَو راسَلَنيّ لاحَقاً (بالإِنجِلِيزِيّة: Letter me Later) هِي صفحة على شابِكة الإنترنت تُتِيح لِمُستخدِمِهَا إِرسَال البَريد الإلِكتُرونِيِّ فِي الوَقت والتَّارِيخ الَّذِي يختارُهُ ويحدّده مُسبّقاً مِن خِلال المُفَكّرة الزَّمنِيَّة للصفحة. بالإضافة إلى خِدمة إِنشاء رِسالة بَريد إلِكتُرونِيِّ مُتكرِّرة. هذِه المِيزات وغيرها مِن المُميِّزات تقدُمُها الشّركة مجَّاناً لِمُستخدِمِها عَبَر عُنوانِهِ البَريدِيِّ الخاصِّ، بالإضافة إِلى مِيزَاتٍ إضافية تقدُمَها لئتِر ميّ ليِتر دوَّت كوَّم.

## وُصلات خارجيّة
- صّفحة لئتِر ميّ ليِتر الرّسميّة (باللُّغَةُ الإِنجِلِيزِيّة).